# Parrocchie civili dell'Essex
Questa è una lista delle parrocchie civili dell'Essex, Inghilterra.

## Basildon
Parte di Basildon non è coperta da parrocchie.
- Billericay
- Great Burstead and South Green
- Little Burstead
- Noak Bridge (2002)
- Ramsden Bellhouse
- Ramsden Crays
- Shotgate [1]

## Braintree
Parte di Braintree and Bocking non è coperta da parrocchie.
- Alphamstone
- Ashen
- Bardfield Saling
- Belchamp Otten
- Belchamp St. Paul
- Belchamp Walter
- Birdbrook
- Black Notley
- Borley
- Bradwell
- Bulmer
- Bures Hamlet
- Castle Hedingham
- Coggeshall
- Colne Engaine
- Cressing
- Earls Colne
- Fairstead
- Faulkbourne
- Feering
- Finchingfield
- Foxearth
- Gestingthorpe
- Gosfield
- Great Bardfield
- Great Henny
- Great Maplestead
- Great Notley (2000)
- Great Saling
- Great Yeldham
- Greenstead Green and Halstead Rural
- Halstead
- Hatfield Peverel
- Helions Bumpstead
- Kelvedon
- Lamarsh
- Liston
- Little Henny
- Little Maplestead
- Little Yeldham
- Middleton
- Ovington
- Panfield
- Pebmarsh
- Pentlow
- Rayne
- Ridgewell
- Rivenhall
- Shalford
- Sible Hedingham
- Silver End
- Stambourne
- Steeple Bumpstead
- Stisted
- Sturmer
- Terling
- Tilbury Juxta Clare
- Toppesfield
- Twinstead
- Wethersfield
- White Colne
- White Notley
- Wickham St. Paul
- Witham

## Brentwood
Parte di Brentwood non è coperta da parrocchie.
- Blackmore, Hook End and Wyatts Green
- Doddinghurst
- Ingatestone and Fryerning
- Kelvedon Hatch
- Mountnessing
- Navestock
- Stondon Massey
- Herongate and Ingrave (2002)
- West Horndon (2002)

## Chelmsford
Chelmsford non è coperta da parrocchie.
- Boreham
- Broomfield
- Chignall
- Danbury
- East Hanningfield
- Galleywood
- Good Easter
- Great and Little Leighs
- Great Baddow
- Great Waltham
- Highwood
- Little Baddow
- Little Waltham
- Margaretting
- Mashbury
- Pleshey
- Rettendon
- Roxwell
- Runwell
- Sandon
- South Hanningfield
- South Woodham Ferrers
- Springfield
- Stock
- West Hanningfield
- Woodham Ferrers and Bicknacre
- Writtle

## Colchester
Parte di Colchester non è coperta da parrocchie.
- Abberton
- Aldham
- Birch
- Boxted
- Chappel
- Copford
- Dedham
- East Donyland
- East Mersea
- Eight Ash Green
- Fingringhoe
- Fordham
- Great and Little Wigborough
- Great Horkesley
- Great Tey
- Langenhoe
- Langham
- Layer Breton
- Layer-de-la-Haye
- Layer Marney
- Little Horkesley
- Marks Tey
- Messing-cum-Inworth
- Mount Bures
- Myland (1999)
- Peldon
- Salcott
- Stanway
- Tiptree
- Virley
- Wakes Colne
- West Bergholt
- West Mersea
- Wivenhoe
- Wormingford

## Epping Forest
L'intero distretto è coperto da parrocchie.
- Abbess Beauchamp and Berners Roding
- Bobbingworth
- Buckhurst Hill
- Chigwell
- Epping
- Epping Upland
- Fyfield
- High Laver
- High Ongar
- Lambourne
- Little Laver
- Loughton
- Magdalen Laver
- Matching
- Moreton
- Nazeing
- North Weald Bassett
- Ongar
- Roydon
- Sheering
- Stanford Rivers
- Stapleford Abbotts
- Stapleford Tawney
- Theydon Bois
- Theydon Garnon
- Theydon Mount
- Waltham Abbey
- Willingale

## Maldon
L'intero distretto è coperto da parrocchie.
- Althorne
- Asheldham
- Bradwell-on-Sea
- Burnham-on-Crouch
- Cold Norton
- Dengie
- Goldhanger
- Great Braxted
- Great Totham
- Hazeleigh
- Heybridge
- Langford
- Latchingdon
- Little Braxted
- Little Totham
- Maldon
- Mayland
- Mundon
- North Fambridge
- Purleigh
- St Lawrence
- Southminster
- Steeple
- Stow Maries
- Tillingham
- Tollesbury
- Tolleshunt D'Arcy
- Tolleshunt Knights
- Tolleshunt Major
- Ulting
- Wickham Bishops
- Woodham Mortimer
- Woodham Walter

## Rochford
L'intero distretto è coperto da parrocchie.
- Ashingdon
- Barling Magna
- Canewdon
- Foulness
- Great Wakering
- Hawkwell
- Hockley
- Hullbridge
- Paglesham
- Rochford
- Stambridge
- Sutton
- Rawreth
- Rayleigh

## Southend-on-Sea
Parte di Southend-on-Sea non è coperta da parrocchie.
- Leigh-on-Sea (1996)

## Tendring
L'intero distretto è coperto da parrocchie.
- Alresford
- Ardleigh
- Beaumont-cum-Moze
- Bradfield
- Brightlingsea
- Clacton-on-Sea (town)
- Elmstead
- Frating
- Frinton and Walton
- Great Bentley
- Great Bromley
- Great Oakley
- Harwich
- Lawford
- Little Bentley
- Little Bromley
- Little Clacton
- Little Oakley
- Manningtree
- Mistley
- Ramsey and Parkeston
- St Osyth
- Tendring
- Thorpe-le-Soken
- Thorrington
- Weeley
- Wix
- Wrabness

## Thurrock
Thurrock non è coperta da parrocchie.

## Uttlesford
L'intero distretto è coperto da parrocchie.
- Arkesden
- Ashdon
- Aythorpe Roding
- Barnston
- Berden
- Birchanger
- Broxted
- Chickney
- Chrishall
- Clavering
- Debden
- Elmdon
- Elsenham
- Farnham
- Felsted
- Great Canfield
- Great Chesterford
- Great Dunmow
- Great Easton
- Great Hallingbury
- Great Sampford
- Hadstock
- Hatfield Broad Oak
- Hatfield Heath
- Hempstead
- Henham
- High Easter
- High Roothing
- Langley
- Leaden Roding
- Lindsell
- Little Bardfield
- Little Canfield
- Little Chesterford
- Little Dunmow
- Little Easton
- Little Hallingbury
- Little Sampford
- Littlebury
- Manuden
- Margaret Roding
- Newport
- Quendon and Rickling
- Radwinter
- Saffron Walden
- Sewards End
- Stansted Mountfitchet
- Stebbing
- Strethall
- Takeley
- Thaxted
- Tilty
- Ugley
- Wenden Lofts
- Wendens Ambo
- White Roothing
- Wicken Bonhunt
- Widdington
- Wimbish